# ウィリアム・サファイア
ウィリアム・サファイア（William Safire([ˈsæfaɪər])、1929年12月17日 - 2009年9月27日）は、アメリカ合衆国の著述家、コラムニストであり、アメリカ合衆国大統領のスピーチライターである。
『ニューヨーク・タイムズ』紙で長年にわたり政治コラムニストとして活動したほか、『ニューヨーク・タイムズ・マガジン』にて言葉の語源や新しい用法、珍しい用法など、言語に関連したコラム"On Language"（言語について）を執筆していた。

## 若年期
サファイアはウィリアム・ルイス・サファイア(William Lewis Safir)として1929年12月17日にニューヨークでユダヤ人の家庭に生まれた。父方はルーマニアに出自を持っていた。後に発音上の理由から名字の語尾に"e"を付けたが、親戚の中にはオリジナルの綴りを使い続けている人もいた。
サファイアは、ニューヨークにある専門の公立高校・ブロンクス科学高校を卒業した。シラキュース大学に進学したが、2年で中退した。後に、1978年と1990年にシラキュース大学で卒業式の演説を行い、同大学の評議員となった。

## キャリア

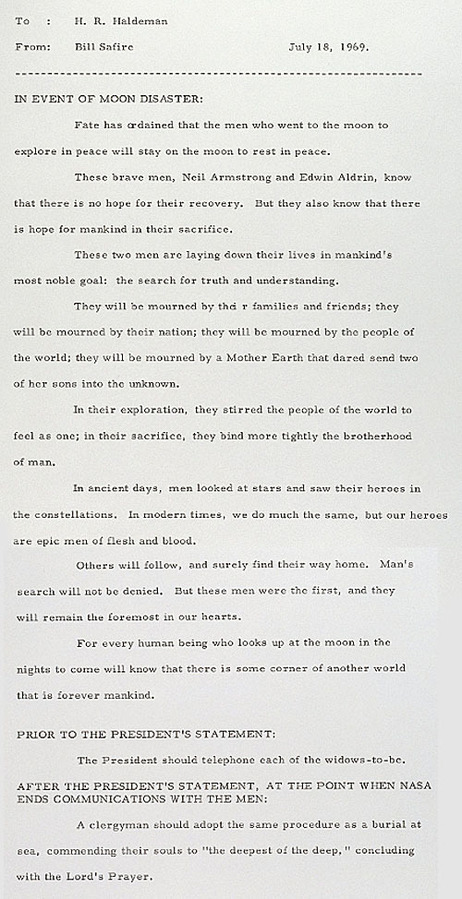
アポロ11号が月で遭難した場合を想定して、サファイアが大統領首席補佐官H・R・ハルデマンに提出したメモ

サファイアは1955年から1960年まで広報担当者を務めた。それ以前は、ラジオ・テレビのプロデューサーや、陸軍特派員を務めていた。1959年には、広報担当者として勤務していた住宅メーカーが、モスクワのソコーリニキ公園で開催された「アメリカ博覧会」にモデルハウスを出展したが、視察に来たリチャード・ニクソンとニキータ・フルシチョフが、そのモデルハウスにおいて有名な台所論争を展開した。広く出回っているその様子の白黒写真は、サファイアが撮影したものである。サファイアは1960年と1968年の大統領選挙でニクソンの選挙運動に参加した。1968年のニクソンの勝利後、サファイアはニクソンと副大統領スピロ・アグニューのスピーチライターを務めた。アグニューの有名な言葉である"nattering nabobs of negativism"（ネガティブなおしゃべり）はサファイアが生み出したものである。
サファイアは、アポロ11号の宇宙飛行士たちが月で遭難した場合にニクソン政権がとるべき対応を考え、そのメモを大統領首席補佐官H・R・ハルデマンに提出した。このメモには、ニクソン大統領がテレビで読み上げるIn Event of Moon Disaster（月での災難に際して）と題した追悼文が記載されていた。また、この演説の前に大統領が宇宙飛行士の妻たちに電話するべきであること、演説の後、ミッションコントロールセンターが月着陸船との通信を終了する時点で、聖職者が海葬に準じた手順で儀式を行い、宇宙飛行士らの魂を「深い淵の底」に委ね、神に祈りを捧げることとしていた。『フォーリン・ポリシー』誌の2013年の記事の中で、ジョシュア・キーティングはこの演説原稿を「最も優れた未発表の『終末の日の演説』」(The Greatest Doomsday Speeches Never Made)の6つの中の1つに挙げている。
サファイアは、1973年に政治コラムニストとしてニューヨーク・タイムズ社に入社した。サファイアは入社後間もなく、自分がニクソンの承諾の下で「国家安全保障」の盗聴の対象になっていたことを知った。サファイアは、自分が米国内の仕事しかしていなかったことを述べた上で、ニクソンのために困難な10年間を働いたのは、ニクソンに（あるいはトカゲの目をした偏執狂が彼の承認なしに行動したのかもしれない）自分の会話を盗み聞きさせるためではないと、「抑制された怒り」と称して書いている。
1978年、サファイアはバート・ランスの不正疑惑についての論説でピューリッツァー賞論説部門を受賞したが、1981年、ランスは9つの容疑全てについて無罪判決を受けた。サファイアの1980年10月27日のコラム「アヤトラの投票」は、その年の大統領選挙でロナルド・レーガンの選挙広告に引用された。
サファイアはNBCの『ミート・ザ・プレス』にも頻繁に出演していた。
2005年、サファイアは政治コラムを引退することを発表した。それに対し、『ニューヨーク・タイムズ』紙の発行人アーサー・オックス・サルツバーガー・ジュニアは次のように述べた。

ビル・サファイアのいない『ニューヨーク・タイムズ』など考えられず、ビルの挑発的で洞察力に富んだ解説は、1973年に彼が初めて当紙の論説欄に登場して以来、読者を虜にしてきました。彼のコラムを読むことは、全米、そして世界中の読者にとって、重要で楽しい一日の一部となりました。あなたが彼に同意するかどうかはわかりませんが、彼の文章は楽しく、情報が豊富で、魅力的なものです。

サファイアは1995年から2004年までピューリッツァー賞の選考委員を務めた。オピニオン・コラムを終了した後は、ダナ財団の常勤最高経営責任者に就任し、2000年からは会長を務めた。2006年には、ジョージ・W・ブッシュ大統領から大統領自由勲章を授与された。
サファイアに関するFBIファイルの一部が2010年に公開された。これは、ニクソン政権が命じた盗聴の詳細を記した文書で、サファイアの電話の盗聴なども含まれている。

### 英語に関する著述
政治に関するコラムのほかに、1979年から亡くなる月まで週刊誌『ニューヨーク・タイムズ・マガジン』にOn Language（言語について）というコラムを書いていた。そのコラムの多くは書籍にまとめられた。言語学者ジェフリー・K・プラムは、サファイアは数年の内に単なる"grammar-nitpicker"（文法について重箱の隅をつつく人）ではなくなったと評し、ベン・ジマーは、サファイアが記述言語学者から学ぼうとしていることに言及した。言語に関する別の本にThe New Language of Politics（政治の新しい言語、1968年）があり、ここから発展したSafire's Political Dictionary（サファイアの政治用語辞典）は、ジマーが「サファイアの最高傑作」と評した。

## 政治的視点
サファイアは自身を「自由論保守主義者」と表現した。サファイアの政治コラムからの引退についての『ワシントン・ポスト』の記事では、サファイアの次の文章を引用している。

私は、保守派がリバタリアン的でないことをした時には、喜んで叩きのめす。私は、（9.11攻撃の後で）ジョージ・Wを囚人扱いすることを真に追及した最初の人物である。

1992年の大統領選挙では彼がチキンキエフと罵ったジョージ・H・W・ブッシュではなくビル・クリントンに投票したが、その後サファイアはクリントン政権の主要な批判者の一人となった。特にヒラリー・クリントンはしばしばサファイアの怒りの的となった。サファイアは1996年1月8日のエッセイで、ヒラリーの記録を見直した上で、ヒラリーは「先天的な嘘つき」であると結論づけ、論争を巻き起こした。ヒラリーは、具体的な事例については言及しなかったが、「自分自身はそうでもないが、母親が気分が害した」と述べた。当時の大統領報道官マイク・マッカリーによれば、大統領は「もし自分が大統領でなければ、もっと強引な対応をしていただろう」と言ったいう。
サファイアは、イラクとの戦争を求めた者の内の一人で、「迅速な戦争」を予測して「イラク人は解放者を応援し、アラブ世界を民主化へと導くだろう」と書いた。サファイアは『ニューヨーク・タイムズ』のコラムで、イラクの諜報員がプラハで9.11テロの実行犯の1人モハメド・アタと会ったことを「議論の余地のない事実」とし、CIAなどの情報機関が異論を唱えていることを一貫して取り上げていた。サファイアは、この説は真実であると主張し、イラク戦争のためにこの説を利用した。サファイアはまた、「解放された科学者」が連合軍を「査察官も見つけられない（大量破壊兵器の）隠し場所」に導くだろうという誤った予測もしていた。
サファイアは一貫して親イスラエル派であった。2005年にバル＝イラン大学からシオンの守護者賞を授与された。ジョージ・W・ブッシュ大統領は、2008年5月のイスラエル建国60周年記念式典に参加するためにエルサレムに同行する名誉代表団の一員にサファイアを任命した。

## 私生活と死去
サファイアはヘレネ・ベルマー・ジュリアス(Helene Belmar Julius)と結婚し、子供を2人もうけた。
サファイアは2009年9月27日、膵癌のためメリーランド州ロックビルのホスピスで79歳で死去した。

## 著作物
以下に挙げるのはサファイアの著作物の一部である。
言語関連
- The Right Word in the Right Place at the Right Time: Wit and Wisdom from the Popular Language Column in the New York Times Magazine（2004年） ISBN 0-7432-4244-0
- No Uncertain Terms: More Writing from the Popular "On Language" Column in The New York Times Magazine（2003年）ISBN 0-7432-4243-2
- Fumblerules: A Lighthearted Guide to Grammar and Good Usage（1990年）ISBN 0-440-21010-0
- Take My Word For It（1986年）ISBN 0-8129-1323-X
- On Language（1980年）タイムスブックス ISBN 0-8129-0937-2
  - 日本語訳: 『言葉のなかの現代アメリカ』常盤新平訳、朝日イブニングニュース社（1983年）

小説
- Scandalmonger（2000年）ISBN 0-684-86719-2
- Sleeper Spy（1995年）ISBN 0-679-43447-X
- Freedom: A Novel of Abraham Lincoln and the Civil War（1987年）ISBN 0-385-15903-X
- Full Disclosure（1978年）ISBN 0-385-12115-6
  - 日本語訳: 『大統領失明す』徳岡孝夫訳、文春文庫（1985年）

選集
- Lend Me Your Ears: Great Speeches in History（1997年）ISBN 0-393-04005-4
- Words of Wisdom: More Good Advice（1989年）ISBN 0-671-67535-4
- Good Advice（1982年）ISBN 0-517-08473-2 - 兄弟のレナード・サファイアとの共著

政治関連
- Safire's Political Dictionary（1968年、1972年、1978年）ランダムハウス ISBN 0-394-50261-2
- The Relations Explosion
- Plunging into Politics
- Before the Fall: An Inside View of the Pre-Watergate White House
- The First Dissident: The Book of Job in Today's Politics（1992年）ランダムハウス

演説原稿
- In Event of Moon Disaster - サファイアがニクソン大統領のために書いた演説原稿（ただし使用されなかった）